# Jardín de hierbas
Un jardín de hierbas o huerto culinario es un espacio cultivable dedicado y diseñado para el cultivo de hierbas y otros productos vegetales, y destinado a la cocina o la herboristería. 
Los jardines de hierbas se desarrollaron a partir de los jardines generales de los mundos clásicos antiguos, usados para cultivar berzas, flores, frutas y plantas medicinales. Durante el periodo medieval, los monjes y las monjas adquirieron conocimientos médicos específicos y cultivaron como remedios médicos, las hierbas necesarias en jardines especializados, así como las hierbas que utilizaban como condimentos o para la alimentación en el monasterio o en el convento. 
Las plantas típicas eran romero, perejil, salvia común, mejorana, tomillo, menta, ruda, angélica, laurel, orégano, eneldo y albahaca. 
Con el avance de las ciencias médicas y botánicas durante el Renacimiento en Europa, los jardines monásticos de hierbas evolucionaron a jardines botánicos. La sección en la cual se cultivaban las hierbas se conocía entonces como un ‘jardín de simples’.
Los jardines de hierbas experimentaron un renacimiento con el trabajo de la diseñadora de jardines, historiadora e horticultora británica Eleanour Sinclair Rohde (1882-1950). Los jardines modernos de hierbas, sean ornamentales o funcionales, suelen distribuir sus plantaciones, a veces como parte de un diseño, en cajas contenedoras y pequeñas terrazas de tierra o parterres de lechos levantados. 